# Kreis Neubrandenburg-Land
| Basisdaten                                                                                        | Basisdaten                                             |
| ------------------------------------------------------------------------------------------------- | ------------------------------------------------------ |
| Bezirk der DDR                                                                                    | Neubrandenburg                                         |
| Kreisstadt                                                                                        | Neubrandenburg                                         |
| Fläche                                                                                            | 656 km² (1989)                                         |
| Einwohner                                                                                         | 27.120 (1989)                                          |
| Bevölkerungsdichte                                                                                | 41 Einwohner/km² (1989)                                |
| Kfz-Kennzeichen                                                                                   | C (1953–1990) CF, CG und CH (1974–1990) NB (1991–1994) |
| Lage des Kreises Neubrandenburg-Land in der Deutschen Demokratischen Republik (Stand 6. Mai 1990) |                                                        |
| Lage des Kreises in der DDR                                                                       |                                                        |

Der Kreis Neubrandenburg (bis 1968) bzw. Kreis Neubrandenburg-Land (1969–1990) war ein Landkreis im Bezirk Neubrandenburg der DDR. Von 1990 bis 1994 bestand er als Landkreis Neubrandenburg im Land Mecklenburg-Vorpommern fort. Sein Gebiet gehört heute zum Landkreis Mecklenburgische Seenplatte in Mecklenburg-Vorpommern. Der Sitz der Kreisverwaltung befand sich in der Mittelstadt Neubrandenburg, die ab 1969 nicht mehr dem Kreis angehörte.

## Geographie

### Lage
Der Kreis Neubrandenburg(-Land) lag mitten im gleichnamigen Bezirk. Er erstreckte sich von der Bezirkshauptstadt ausgehend hauptsächlich in (nord)östlicher Richtung.

### Nachbarkreise
Der Kreis Neubrandenburg-Land grenzte im Uhrzeigersinn im Norden beginnend an die Kreise Anklam, Ueckermünde, Strasburg, Neustrelitz, Stadtkreis Neubrandenburg, Waren und Altentreptow.

## Geschichte
In der Sowjetischen Besatzungszone wurde 1946 im Land Mecklenburg der Landkreis Stargard aufgelöst. Aus seinem nordöstlichen Teil wurde unter Einschluss der bis dahin kreisfreien Stadt Neubrandenburg der Landkreis Neubrandenburg gebildet. Am 25. Juli 1952 kam es in der DDR zu einer umfassenden Kreisreform, bei der unter anderem die Länder aufgelöst wurden. Vom Landkreis Neubrandenburg fielen Teile an die neuen Kreise Altentreptow, Strasburg und Ueckermünde. Aus dem verbleibenden Kreisgebiet wurde der Kreis Neubrandenburg gebildet. Am 1. Januar 1969 wurde die Stadt Neubrandenburg wieder kreisfrei, wodurch der Kreis mehr als die Hälfte seiner Bevölkerung verlor. Der Kreis, der nunmehr aus zwei getrennten Gebieten bestand, wurde seitdem Neubrandenburg-Land genannt.
Am 17. Mai 1990 wurde aus dem Kreis Neubrandenburg-Land der Landkreis Neubrandenburg. Bei der Wiedervereinigung der beiden deutschen Staaten wurde der Landkreis Neubrandenburg dem wiedergegründeten Land Mecklenburg-Vorpommern zugesprochen. Bei der ersten Kreisgebietsreform in Mecklenburg-Vorpommern, die am 12. Juni 1994 in Kraft trat, ging er im neuen Landkreis Mecklenburg-Strelitz auf, der 2011 ein Teil des Landkreises Mecklenburgische Seenplatte wurde.

### Einwohnerentwicklung
| Jahr      | 1946   | 1960   | 1967   | 1971   | 1981   | 1989   |
| Einwohner | 77.112 | 69.041 | 73.011 | 32.385 | 27.668 | 27.120 |

 Ab 1969 ohne den neuen Stadtkreis Neubrandenburg.

## Politik

### Wappen
| Wappen des Landkreises Neubrandenburg | Blasonierung: „Schräg geteilt durch eine nach links verbreiterte, oben silbern besäumte blaue Wellenleiste; oben in Rot ein aus dem linken Obereck hervorgehender silberner rechter Frauenarm, bekleidet mit einem silbernen Puffärmel und einer um den Unterarm gebundene silberne Schleife, zwischen Daumen und Zeigefinger einen dimantbesetzten goldenen Ring haltend; unten in Gold ein schwebendes rotes Stadttor mit offenem Spitzbogentor, fünfstufigem Giebel, fünf betagleuchteten Spitzbogenfenstern balkenweise und zwei spitzbedachten Seitentürmen mit je einem schwarzen Spitzbogenfenster.“ |
| Wappen des Landkreises Neubrandenburg | Wappenbegründung: In dem Wappen soll die Wellenleiste den Wasserreichtum des Alt-Landkreises verdeutlichen. Mit dem Frauenarm, dem so genannten Stargarder Arm, wird an die Zugehörigkeit des Gebietes zur einstigen Herrschaft Stargard erinnert. Das dem Neubrandenburger Tor der Stadt Friedland nachempfundene Stadttor soll die erhaltenen mittelalterlichen Backsteinbauten und Wehranlagen in den Städten des Territoriums versinnbildlichen, das geöffnete Tor zudem die Gastfreundlichkeit gegenüber den Besuchern symbolisieren. Das Wappen wurde von dem Neubrandenburger Lothar Herpich gestaltet. Es wurde am 8. Februar 1991 durch das Ministerium des Innern genehmigt und unter der Nr. 38 der Wappenrolle des Landes Mecklenburg-Vorpommern registriert. |

## Verkehr
Dem überregionalen Straßenverkehr dienten die F 96 von Stralsund über Neubrandenburg nach Berlin, die F 104 von Güstrow über Neubrandenburg nach Pasewalk, die F 192 von Neubrandenburg nach Wismar und die F 197 von Neubrandenburg nach Anklam.
Das Kreisgebiet war durch die Eisenbahnstrecken Berlin–Neubrandenburg–Stralsund und Bützow–Neubrandenburg–Stettin in das Bahnnetz der DDR eingebunden. Daneben existierten die Nebenbahnen Neubrandenburg–Friedland und Neubrandenburg–Parchim.

## Städte und Gemeinden
Die größten Orte des Kreises waren die Städte Burg Stargard und Friedland sowie die Gemeinden Brunn, Galenbeck, Groß Nemerow, Kotelow, Neuenkirchen, Schwichtenberg, Teschendorf und Wulkenzin.
Am 3. Oktober 1990 gehörten folgende 33 Gemeinden zum Landkreis Neubrandenburg:
| Schlüssel-Nr. | Gemeinde             |             | Schlüssel-Nr.  | Gemeinde     |
| 13 0 25 010   | Beseritz             |             | 13 0 25 270    | Neuenkirchen |
| 13 0 25 020   | Blankenhof           | 13 0 25 280 | Neverin        |              |
| 13 0 25 030   | Brohm                | 13 0 25 300 | Pragsdorf      |              |
| 13 0 25 040   | Brunn                | 13 0 25 330 | Sadelkow       |              |
| 13 0 25 050   | Burg Stargard, Stadt | 13 0 25 340 | Salow          |              |
| 13 0 25 060   | Cammin               | 13 0 25 360 | Schwanbeck     |              |
| 13 0 25 080   | Cölpin               | 13 0 25 370 | Schwichtenberg |              |
| 13 0 25 100   | Dewitz               | 13 0 25 380 | Sponholz       |              |
| 13 0 25 110   | Eichhorst            | 13 0 25 390 | Teschendorf    |              |
| 13 0 25 120   | Friedland, Stadt     | 13 0 25 400 | Trollenhagen   |              |
| 13 0 25 140   | Genzkow              | 13 0 25 410 | Warlin         |              |
| 13 0 25 150   | Glienke              | 13 0 25 420 | Wittenborn     |              |
| 13 0 25 170   | Groß-Nemerow         | 13 0 25 430 | Woggersin      |              |
| 13 0 25 180   | Holldorf             | 13 0 25 440 | Wulkenzin      |              |
| 13 0 25 200   | Jatzke               | 13 0 25 450 | Zirzow         |              |
| 13 0 25 210   | Kotelow              | 13 0 25 460 | Staven         |              |
| 13 0 25 250   | Neddemin             |             |                |              |

Ehemalige Gemeinden
- Ballwitz, am 1. Januar 1964 zu Holldorf
- Bargensdorf, am 1. Juli 1961 zu Burg Stargard
- Bresewitz, am 1. Januar 1957 zu Friedland
- Chemnitz, am 1. Januar 1969 zu Blankenhof
- Dahlen, am 1. Januar 1974 zu Brunn
- Ganzkow, am 1. Januar 1974 zu Brunn
- Gevezin, am 1. Januar 1961 zu Blankenhof
- Gramelow, am 1. Januar 1973 zu Teschendorf
- Ihlenfeld, am 1. Januar 1974 zu Neuenkirchen
- Klockow, am 1. Juli 1966 zu Schwichtenberg
- Küssow, am 1. April 1959 zur Stadt Neubrandenburg
- Liepen, am 1. Januar 1973 zu Eichhorst
- Loitz, am 1. Januar 1973 zu Teschendorf
- Lübbersdorf, am 15. Dezember 1972 zu Kotelow
- Neubrandenburg, wurde am 1. Januar 1969 kreisfreie Stadt
- Pleetz, am 1. Januar 1974 zu Salow
- Quastenberg, am 1. Juli 1961 zu Burg Stargard
- Ramelow, am 1. Juli 1965 zu Schwanbeck
- Roga, am 1. Juli 1961 zu Salow
- Roggenhagen, am 1. Januar 1974 zu Brunn
- Rossow, am 1. Juli 1965 zu Neverin
- Rowa, am 1. Januar 1962 zu Holldorf
- Rühlow, am 1. Januar 1974 zu Warlin
- Sandhagen, am 15. Dezember 1972 zu Kotelow
- Weitin, am 1. Juli 1961 zur Stadt Neubrandenburg

## Kfz-Kennzeichen
Den Kraftfahrzeugen (mit Ausnahme der Motorräder) und Anhängern wurden von etwa 1974 bis Ende 1990 dreibuchstabige Unterscheidungszeichen, die mit den Buchstabenpaaren CF, CG und CH begannen, zugewiesen. Die letzte für Motorräder genutzte Kennzeichenserie war CT 15-01 bis CT 60-00.
Anfang 1991 erhielten der Landkreis und die Stadt Neubrandenburg das Unterscheidungszeichen NB. Es wurde im Landkreis bis zum 11. Juni 1994 ausgegeben.